# Galeria Palatina
La Galeria Palatina (Galleria Palatina) forma part del palau Pitti i és un dels museus de Florència a Itàlia. Comprèn vint-i-cinc sales que acullen les col·leccions d'obres d'art reunides per la família Mèdici i per la dinastia Lorena. És situada en alguns dels més bonics salons del Palau Pitti (del qual deriva justament el nom Palatina, és a dir del Palau). Es tracta de la "galeria de quadres" dels grans ducs de la Toscana: el marc respecta efectivament el gust dels segles passats, les pintures estan repartides en diverses files, seleccionades per criteris decoratius, i no per època i per escoles. Cronològicament, amb algunes excepcions, les pintures cobreixen principalment els segles xvi i xvii, la qual cosa el fa un dels museus més importants d'Itàlia del gènere, així com una base per al coneixement de la història de la col·lecció europea.
La col·lecció de pintures està centrada en el període del Manierisme i el barroc, l'època daurada del palau. S'hi troben obres dels grans mestres italians, com Raffaello Sanzio, Ticià, Botticelli, Perugino, Paolo Veronese, Caravaggio i Tintoretto.

## Història

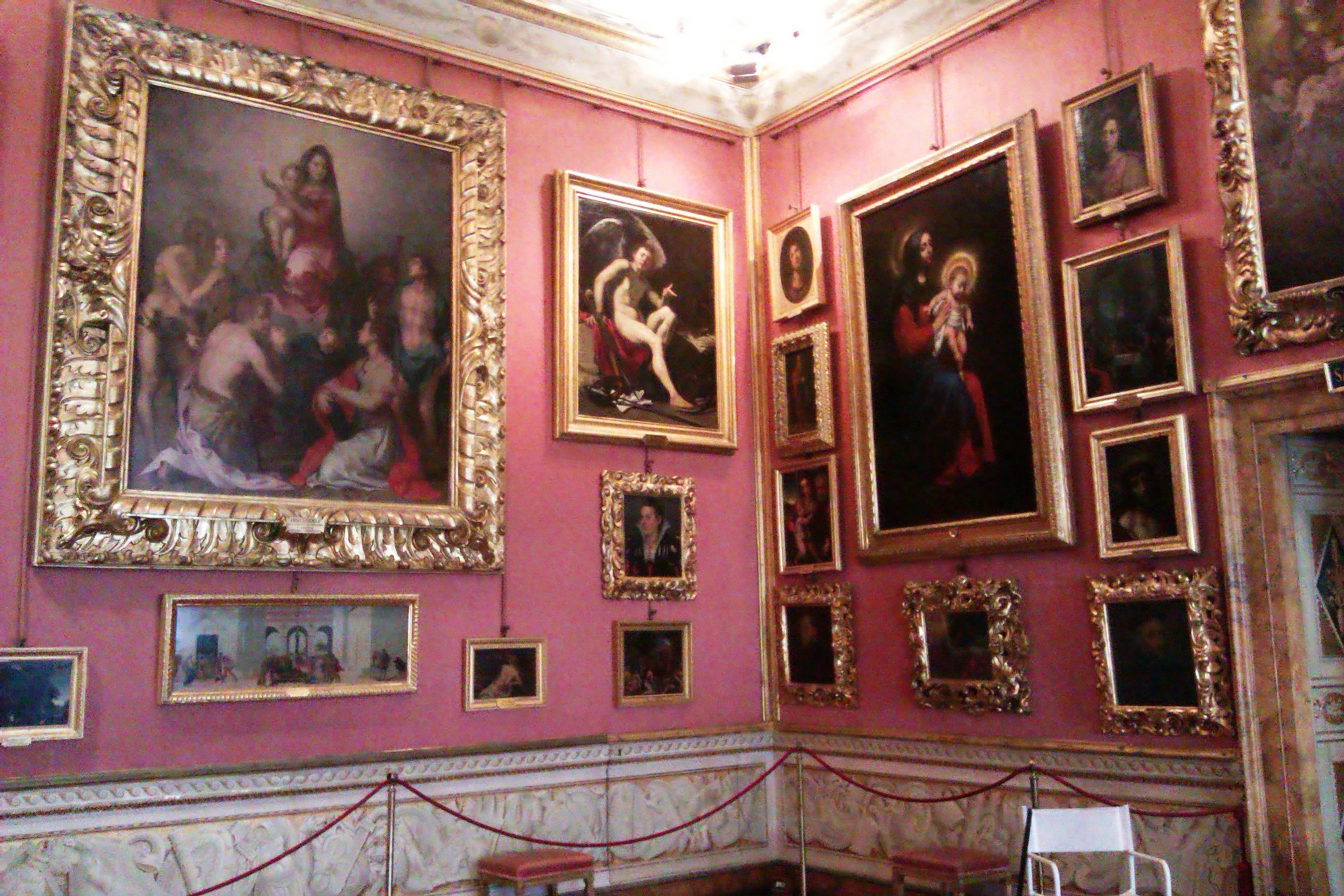
Sala d'Aurora

És l'exemple d'exposició més important d'Itàlia, on, contràriament a un principi museístic modern, els quadres no són exposats amb criteris cronològics o d'autora, sinó per un principi purament decoratiu, cobrint tota la superfície de la paret en esquemes simètrics, molt fidel a la preparació original que havia volgut el gran duc Leopold II del Sacre Imperi Romanogermànic entre finals del segle xviii i l'inic del XIX.
La part de les obres de l'immens patrimoni del Mèdici que no podia ser exposada a la Galleria degli Uffizi per raons d'espai hi són exposades, excepte les obres del començament del primer període del Renaixement fins al principi del segle XVI. La immensa majoria de les obres exposades és realitzada sobre tela, ja que la tècnica de la pintura sobre taulers de fusta va ser abandonada a la segona meitat del Quattrocento, més laboriosa en la preparació i que produïa obres evidentment més pesades i més difícilment transportables que les següents.
Així, en aquest període s'aconsegueix emmagatzemar al palau algunes de les obres més importants amb els marcs tallats i daurats més grans, a les mateixes habitacions enriquides amb escultures i mobles preciosos, com taules i armaris amb incrustacions amb pedres dures, el segon art florentí practicat des del Seicento de l'Opificio delle pietre dure.
Les col·leccions bàsiques del museu, formades per unes 500 pintures, són testimoni del gust col·leccionista dels diversos membres de la família Mèdici i que, gràcies a la voluntat testamentària d'Anna Maria Lluïsa de Mèdici, l'última hereva de la dinastia, van poder passar, el 1743, a propietat a la ciutat de Florència, evitant així la seva dispersió, com malauradament ja havia passat en fets similars a Roma o Urbino, a col·leccions estrangeres per complicats motius hereditaris o dinàstics. Al Palau Pitti es conserven així les excepcionals col·leccions de Victòria della Rovere, esposa del gran duc Ferran II de Mèdici i darrer hereu dels ducs d'Urbino, dels quals formen part un gran nombre de pintures de Rafael i Ticià.
Pierre Léopold, en el seu programa racional d'organització de la ciutat, distribueix aproximadament les obres de pintura i escultura (antigues i modernes) entre els Uffizi i el Palau Pitti, mentre que les joies, les curiositats naturalistes i científiques es converteixen en els fons oficials d' Història Natural.
La primera obertura al públic es remunta al 1833, amb un conjunt d'obres particularment excepcionals de Rafael, Andrea del Sarto i Ticià, tots mestres de l'escola florentina entre el Cinquecento i el Seicento, exemples considerables de l'escola veneciana i algunes obres famoses de Caravaggio, Rubens i Van Dyck.
Sovint les obres de tema sagrat, nascudes per adornar els altars de diverses esglésies, eren adquirides pels Mèdici o per la dinastia de Lorena mitjançant l'intercanvi de còpies o obres modernes realitzades per a l'ocasió.
Els moviments entre les esglésies i el palau, malauradament, sovint comportaven una manipulació de les pintures, amb talls i addicions necessàries destinats a estandarditzar les seves dimensions per a la creació de les composicions geomètriques instal·lades a les parets. Sovint es van unir quadres de diferents èpoques i autors pel seu tema, la composició de les seves escenes o més simplement la seva semblança estètica.

## L'organització de les exposicions
La galeria es troba al primer pis de l'ala esquerra del palau, on trobem algunes de les habitacions més boniques del complex. Després del majestuós saló Ammannati, s'arriba a les habitacions que generalment ocupava el gran duc, ja sigui per a la seva residència privada o per al seu públic públic. La ruta de l'exposició, iniciada al vestíbul, continua amb algunes de les sales dedicades a l'escultura (com els busts dels grans ducs, especialment de Cosimo com a emperador romà) i al mobiliari antic, com la sala Staffieri, la galeria de les Estàtues i la sala dels Castagnoli, que inicia la galeria real. Les següents sales prenen el nom dels temes dels frescos que els decoren. El cicle està dedicat a la mitologia grecoromana, però també celebra la dinastia de la casa dels Mèdici segons un sistema simbòlic precís i articulat. En particular, els temes mitològics representen exemples que fan al·lusió al tema de la vida i l'educació del príncep, i representen una obra fonamental del barroc a Florència, que va produir una profunda influència en els artistes locals del Seicento i després. Els frescos de les cinc primeres sales van ser realitzats per l'artista més famós de l'època, Pietro da Cortona, mentre que les altres sales són obres d'artistes neoclàssics de la primera meitat del segle xix.

## Les col·leccions

### Històric de les col·leccions
La col·lecció Galeria Palatina és el resultat de segles de col·lecció apassionada pels Mèdici, que al llarg de les generacions han format una de les millors col·leccions privades de tots els temps, juntament amb els seus successors, els Habsburg-Lorena.

### Contingut de les col·leccions
La col·lecció de la Galeria Palatina està formada principalment per pintures (500 en total), però també inclou escultures de qualitat i mobles excepcionals, que encara decoren les habitacions.

#### Sala de Venus

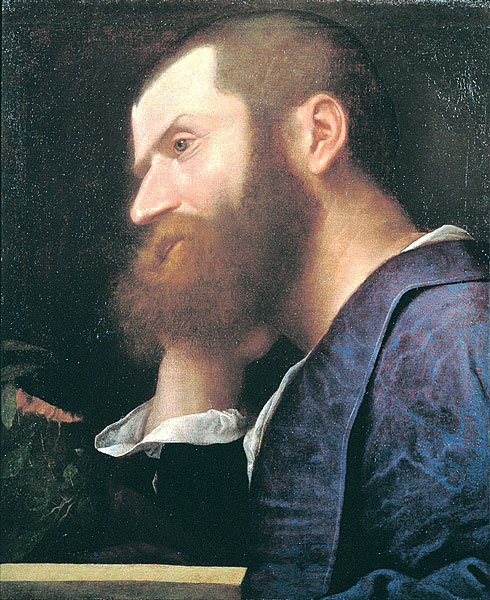
Ticià, Retrat de Pierre Arétin

A més dels frescos de la volta de Pietro da Cortona dedicats a les escenes de Venus i Cupido, aquí es conserva una de les famoses Venus itàliques d'Antonio Canova.
Quatre de les obres mestres de Ticià:
- El Concert, una obra juvenil (1510-1512)
- El retrat de Juli II, copiat de Rafael (obra a la National Gallery de Londres), un tema notable per l'ús del color per Ticià
- La Bella, pintura per al duc d'Urbino (1536)
- Retrat de Pietro Aretino (1545)

Dues pintures de Rubens, el mestre favorit de Pietro da Cortona, l'equivalent flamenc de Ticià, en dos paisatges grandiosos i solemnes:
- La tornada dels camps
- Ulisses a l'illa dels Feaciens (Corfú).

Del famós pintor paisatgista napolità Salvator Rosa, dues marines pintades entre 1640 i 1649 :
- Marina del Far
- Marina del Port

#### Sala d'Apol·lo

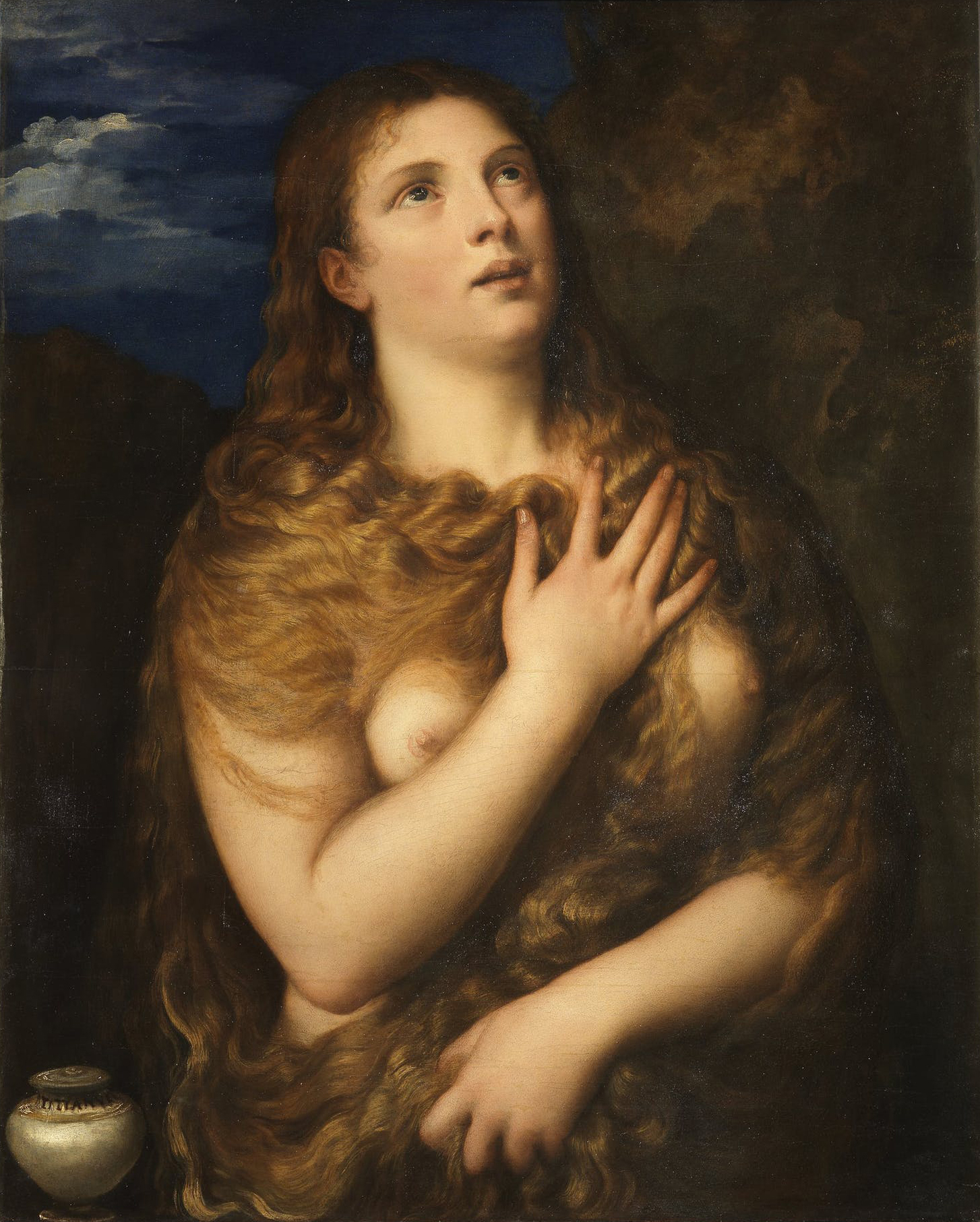
Ticià, La Madeleine

El sostre el va començar Pietro da Cortona i el va acabar el seu alumne Ciro Ferri. Un gran retaule domina la sala: una Sacra conversazione de Rosso Fiorentino (1522), l'artista florentí més important del primer manierisme amb Pontormo, llenç ampliat al període barroc per adaptar-lo al marc.
Dues obres d'Andrea del Sarto, 
- Pietà (1523-1524),
- Sacra famiglia Medici, un dels seus últims treballs

Dues obres de Tiziano:
- Retrat d'un jove anglès (1540 aproximadament)
- Madalena penitent, anterior a 1548, obra abundantment copiada.

De les importants obres de l'escola veneciana:
- Retrat de Vincenzo Zeno de Tintoretto,
- Nimfa i Sàtira de Dosso Dossi.

Les obres de:
- Alessandro Allori: l'Ospitalità di San Giuliano (vers 1612-1618) i el seu estil monumental
- Guercino: Resurrecció de Tabita
- Guido Reni: Cleopatra, una obra madura de l'escola bolonyesa de Seicento.

Aquí també es representa l'art flamenc:
- El famós Doble retrat de Carles d'Anglaterra i Henriette de França inspirat en Van Dyck,
- Retrat d'Isabella Clara Eugeni de Rubens (1625),
- Retrat de la gran duquessa Vittoria della Rovere de Joost Sustermans (vers 1640).

#### Sala Mars

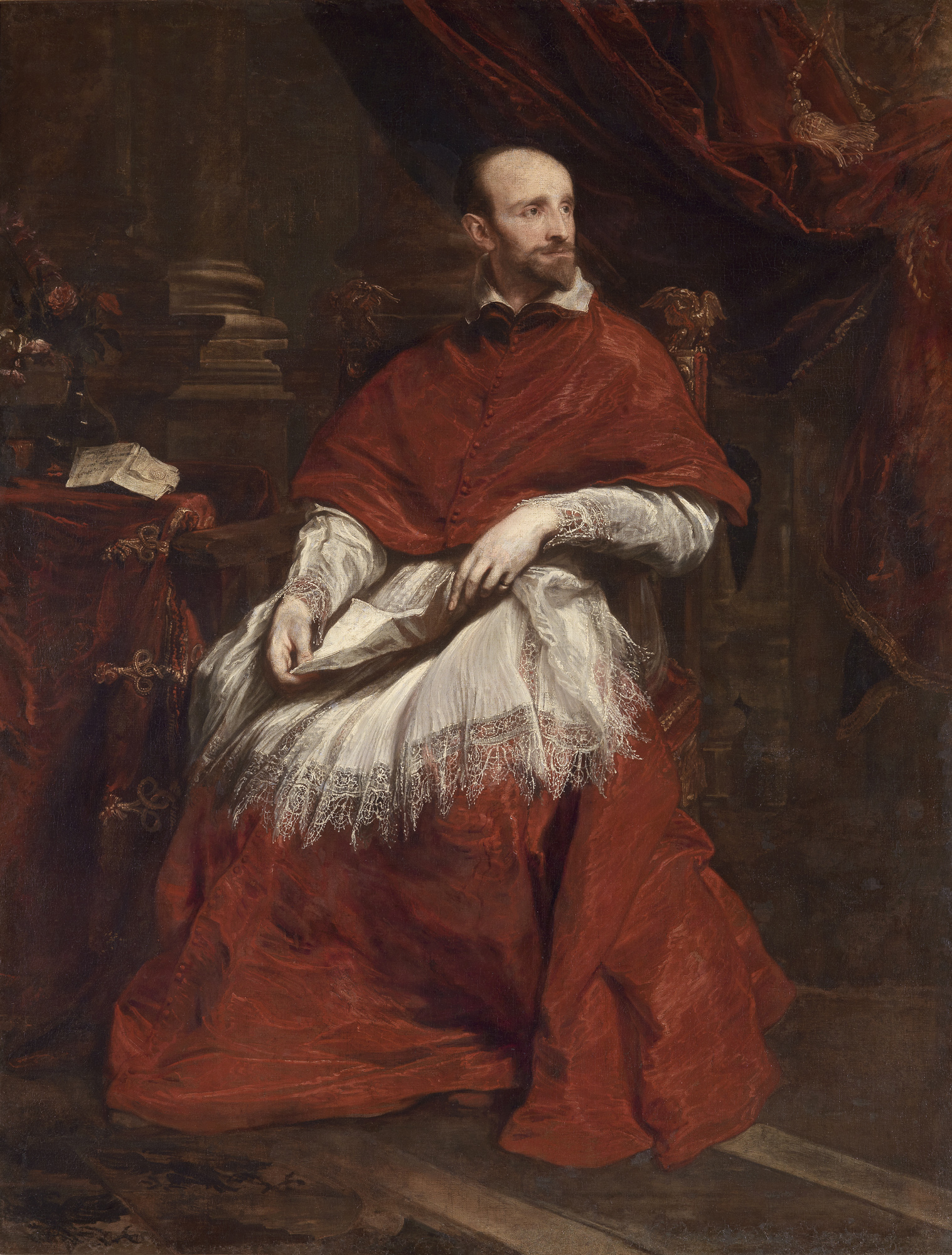
Van Dyck, Retrat del cardenal Bentivoglio

En aquesta sala, dues obres mestres de Rubens, llenços rics en cites literàries i filosòfiques i figures de la mitologia clàssica:
- Les conseqüències de la guerra (1638), una al·legoria grandiosa en acord amb els frescos del sostre de Pietro de Cortona,
- Els Quatre Filòsofs (1611-12 aproximadament), de gran intensitat.

Una sèrie de retrats, el més important dels quals:
- Retrat del cardenal Bentivoglio de Van Dyck
- Retrat d'Hipòlit de Mèdici (o Retrat d'home) de Ticià (1532)
- Retrat de Luigi Cornaro de Tintoretto (atribuït, vers 1560-1565)
- Retrat viril de Veronese (1550-1560), molt modern mitjançant l'ús d'un fort contrast negre sobre blanc

#### Sala Júpiter

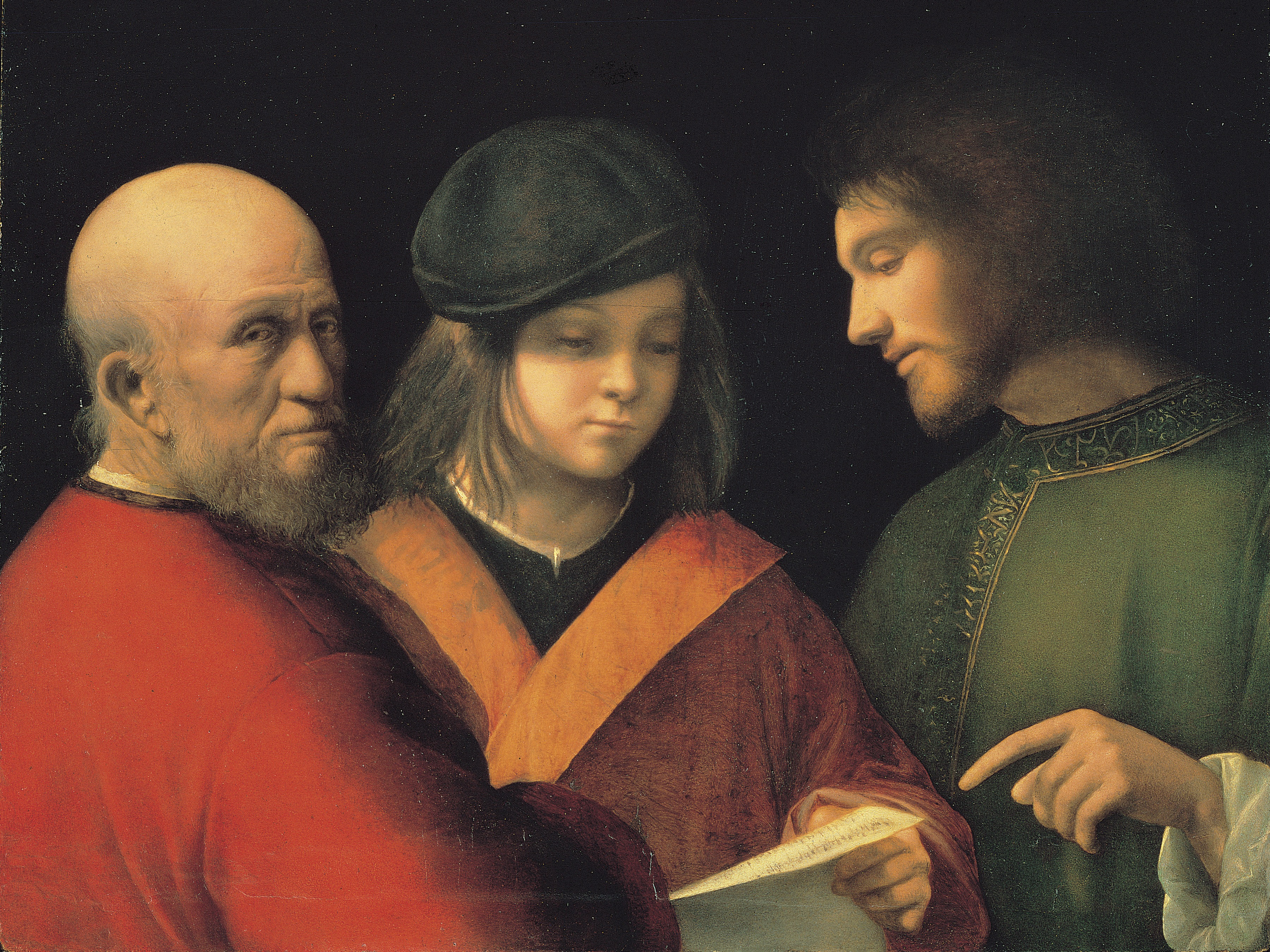
Giorgione, Les tres edats de l'home

Una de les habitacions més boniques del palau, originalment destinada al tron del gran duc. El sostre és de Pietro da Cortona, com el de les sales de Venus i Mart.
Obres mestres autèntiques decoren les parets, com ara:
- Dona amb vel de Rafael (1516), ideal femení de bellesa, potser va retratar de la Fornarina, la seva amant
- Les tres edats de l'home (1500 aproximadament), un dels molt escassos quadres de Giorgione, mestre indiscutit de l'escola veneciana del Renaixement.

Llenços de l'escola toscana del començament del primer Cinquecento:
- Déploration del Crist mort de Fra Bartolomeo (1511-1512 aproximadament),
- Anunciació, obra del segon període artístic d'Andrea del Sarto (la més lligada a l'art de Michelangelo Buonarroti),
- Sant Joan Baptiste del mateix autor, amb clares influències de la estatuària clàssica.
- Retrat de Guidobaldo della Rovere d'Agnolo Bronzino (1530-1532),
- Tavola delle Tre Parche (1537 aproximadament), atribuïda inicialment a Michelangelo, però avui a un dels seus deixebles no exactament determinat.

#### Sala de Saturn

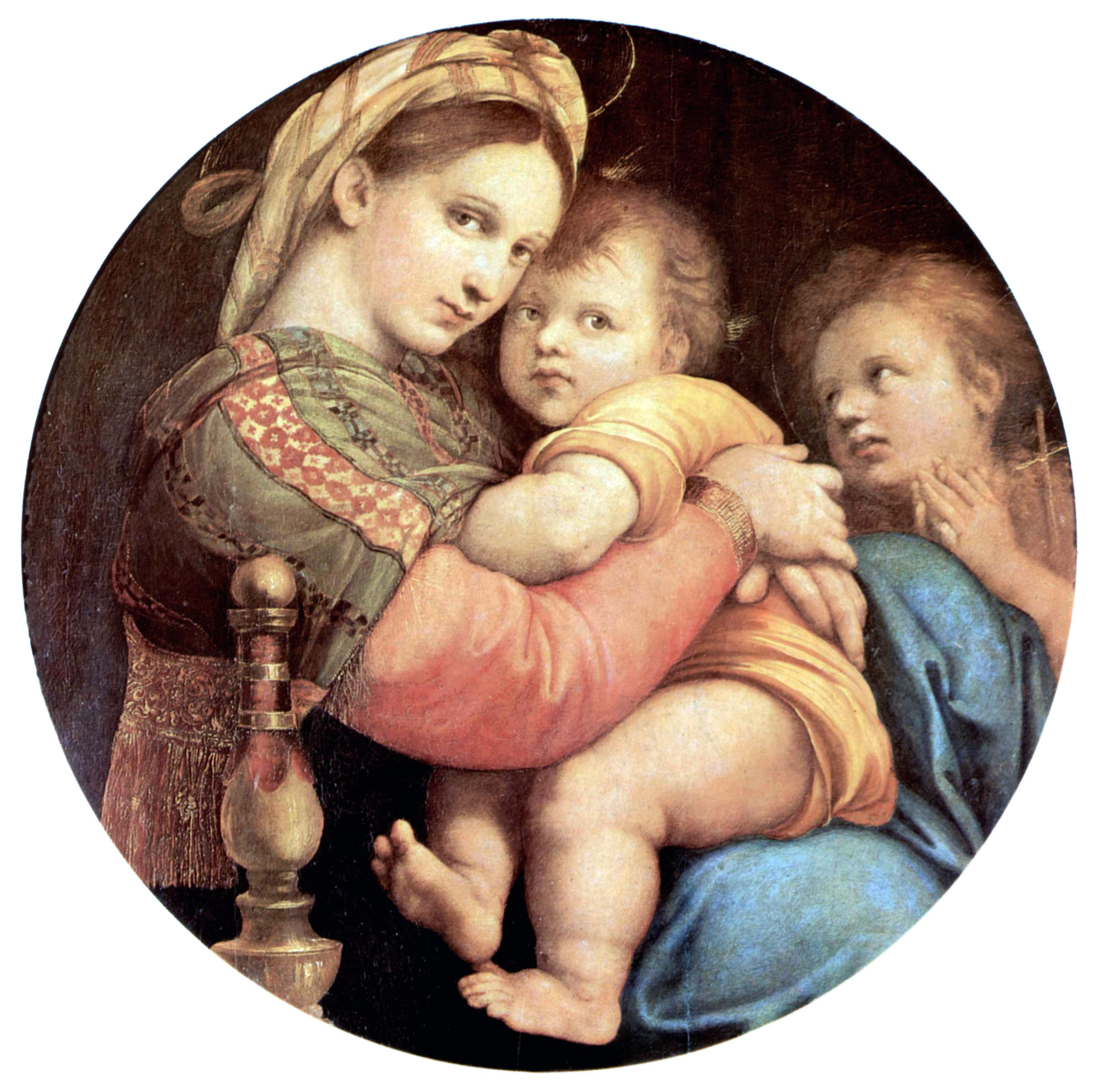
Rafael, Verge de la cadira

Aquesta sala alberga un nombre excepcional d'obres de Rafael, que permet explorar diferents períodes i estils de la seva activitat:
- Mare de Déu del gran duc (vers 1506) encara vinculada als esdeveniments artístics de Perugino i Leonardo da Vinci,
- Retrat d'Agnolo Doni (1506)
- Madonna del dosser (1507)
- Retrat de Tommaso Inghirami (vers 1510),
- Verge de la cadira (vers 1513-1514)
- La visió d'Ezequiel, obra posterior del 1518,

Les obres importants també:
- Lamentació sobre el Crist Mort (1495) de Perugino, mestre de Rafael,
- Salvator Mundi de Fra Bartolomeo (1516),
- la Disputa sulla Trinità al voltant de 1517 i una Anunciació d'Andrea del Sarto.

#### Sala Ilíada
La sala està decorada amb un estil típicament neoclàssic, que permet datar l'ornamentació dels assistents de Luigi Sabatelli precisament a finals del Settecento. Quatre retaules dels tres principals artistes del segle XVI florentí - Fra Bartolomeo, Rosso Fiorentino i Andrea del Sarto - s'enfronten.
- La donna gravida (cap al 1506), de Rafael,
- Assunta Passerini (1526) i Assunta Panciatichi (1522-1523), dues obres d'Andrea del Sarto, del seu període tardà i monumental,
- Retaule Dei (1522), de Rosso Fiorentino
- Retrat de Waldemar Christian, príncep de Dinamarca de Giusto Suttermans
- Baptisme de Crist de Veronese (vers 1575)
- Judit amb el cap d'Holofernes (1613-18), d'Artemisia Gentileschi
- Retrat eqüestre de Felip IV d'Espanya (1640), de Diego Velázquez

#### Sala d'Educació de Júpiter
Aquesta sala era l'habitació del gran duc i la seva funció es recorda amb la presència de l' Amor adormit de Caravaggio, on el tema clàssic de « Cupido dormint » es produeix amb un realisme inusual i un fort contrast entre les llums i les ombres específiques del pintor.

#### Sala de l'Estufa
Situat a prop del dormitori, contenia les canonades del sistema de calefacció i servia de bany i de vestuari del gran duc.
- Frescos de Pietro da Cortona amb l'al·legoria de les quatre edats de l'home (1637): L'edat d'or i l' edat de plata pintada el 1637, seguida el 1641 per l'edat del bronze i l'edat del ferro
- Paviment de mosaics
- Arcs i timpans de Matteo Rosselli

#### Sala d'Ulisses
Els frescos del sostre que donen nom a la sala es remunten al 1875. Anteriorment, aquesta habitació era la del gran duc.
- Verge de l'Impannata de Rafael (vers 1514) executada durant la seva estada a Roma
- Mort de Lucrecia o Història de Lucrecia, obra juvenil de Filippino Lippi, una de les rares obres mestres del Quattrocento presents al Palau Pitti

#### Sala de Prometeu

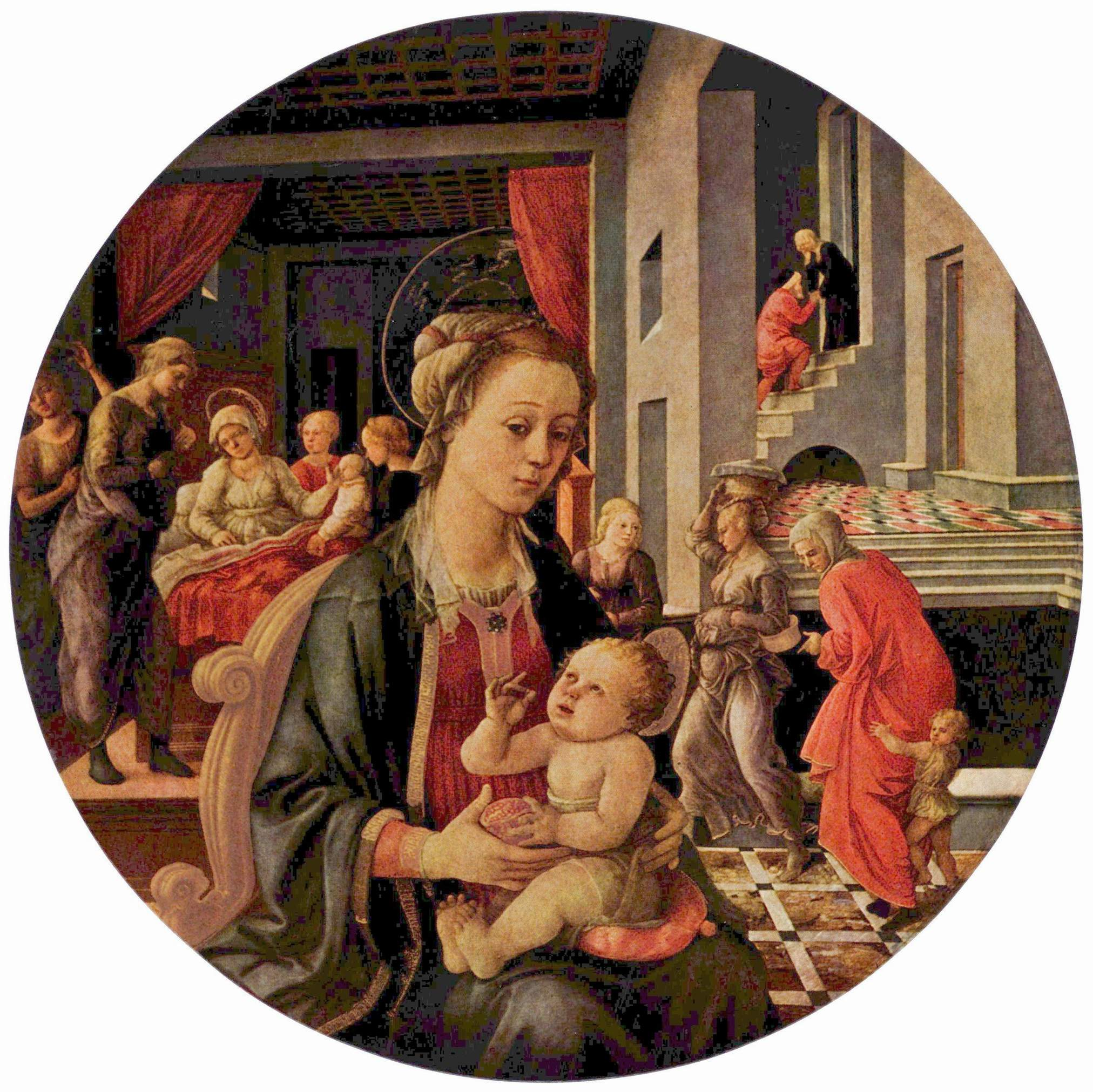
Fra Filippo Lippi, Tondo Bartolini

La sala està dedicada al pre-renaixement florentí: també anomenada "sala Tondi", acull les pintures més antigues de la col·lecció i, en particular, dotze "tondi" (pintures de format circular).
- Tondo Bartolini (Madonna) (vers 1450), obra mestra de Fra Filippo Lippi amb una harmonia pròpia de la maduresa de l'artista,
- Alguns quadres de Botticelli i el seu taller.
- Sacra famiglia de Luca Signorelli i el Tondo Beccafumi, pertanyents a dos períodes diferents de maduració de l'estil de l'artista que va inspirar Miquel Àngel.
- Adoració dels Reis Mags (1523) i Undicimila martiri (vers 1530) de Jacopo Pontormo que representa el primer manierisme toscà.

#### Corredor de les Columnes
El Passadís de les Columnes conté diferents obres de petit format de les escoles holandesa i flamenca dels segles XVII i XVIII, destacables pel seu minuciós realisme i factura delicada.

#### Sala de la Justícia
Aquesta sala conté principalment pintures venecianes del segle xvi, com ara:
- Retrat de Vincenzo Mosti, obra juvenil de Ticià en què ja brilla el virtuosisme colorista del pintor,
- Retrat d'un cavaller nu (vers 1560) de Paolo Véronèse.

#### Sala de Flora
Escola florentina del Cinquecento, amb dues Històries de Josep d'Andrea del Sarto (1515).

#### Sala dels Angelets
Obres holandeses i flamences, com ara:
- Les Tres Gràcies (1622) de Rubens, pintada sobre tela monocroma, amb només clarobscurs,
- Bodegons de flors i fruites, miniatures ampliades de la sèrie de Bodegons de flors i fruites de Rachel Ruysch (1715-1716).

#### Sala de Poccetti
Porta el nom de Bernardino Poccetti que el va pintar al fresc quan era una lògia oberta, mentre que avui està tancat i rep obres del Seicento.
- Retrat d'home en negre (1520-1522), de Rosso Fiorentino.

#### Sala de la Música i dels Castagnoli
De decoració neoclàssica, sala també coneguda com dei Tamburi per la curiosa forma cilíndrica dels mobles i la dels Castagnoli, dominada per una magnífica taula rodona decorada amb marqueteria de pedra dura coneguda com delle Muse (1851).

#### Apartaments de Volterrano
Baldassarre Franceschini, conegut com a Volterrano, va ser un pintor de corts del Seicento i va pintar al fresc només l'habitació coneguda com a Delle Allegorie, tot i que els quatre entorns següents s'indiquen generalment amb el seu nom. Ofereixen vista sobre el majestuós pati interior de l'Ammannati; inicialment no s'utilitzaven com a galeries, sinó que es van assignar per aquest fi el 1928, quan va ser necessari crear nous espais per allotjar les obres resultants principalment de la supressió de monestirs i esglésies.

#### Sala de psique
Està totalment dedicat a les obres del gran poeta satíric i pintor napolità Salvator Rosa, del Seicento.
- el Bosc dels filòsofs
- la Batalla entra turcs i els cristians

#### Vestíbul
El Vestibolo és l'última sala de les exposicions.
Es pot veure el bany de Maria Lluïsa, que porta el nom d'Anna Maria Lluïsa de Mèdici, l'última descendent de la famosa família regnant que va donar totes les col·leccions de la seva família a la ciutat de Florència, que va rebre el nom d'Electress Palatine.

## Obres i artistes

### Jan Brueghel el Vell
- Orfeu als inferns

### Cimabue
- La Verge i el Nen en majestat amb dos àngels, sant Francesc i sant Dominic

### Giovanni Bellini
- Sant Jeroni al desert

### Sandro Botticelli
- Retrat de jove (1470)
- Retrat de jove dona (1470)
- Mare de Déu i sant Joan Baptista (1495)

### Bronzino
- Retrat de Guidobaldo della Rovere

### Caravaggio
- Retrat d'Antonio Martelli, cavaller de Malta (1608-1609)
- El dentista
- Amor adormit

### Cima da Conegliano
- Sant Jeroni al desert

### François Clouet
- Retrat d'Enric II

### Fra Filippo Lippi
- Tondo Bartolini

### Artemisia Gentileschi
- Maria Magdalena (1615-1616)
- Judith i la minyona (1618-1619)

### Giorgione
- Les tres edats de l'home

### Goya
- Retrat del torero Pedro Romero

### Jordaens
- Neptú creant el cavall

### Murillo
- La Verge amb el Rosari
- La Mare de Déu i el Nen

### Perugino
- La Verge amb la bossa
- Maria Magdalena
- El Lament pel Crist Mort

### Pontormo
- El martiri de Sant Maurici i la legió tebana
- L'Adoració dels Reis Mags

### Frans Pourbus el Jove
- Retrat d'Eleonor de Mèdici, duquessa de Màntua

### Rafael: 9 pintures
- Mare de Déu del gran duc (~ 1506)
- Retrat de Tommaso Inghirami conegut com a Fedra Inghirami (~ 1510)
- Verge de la cadira (Madonna della seggiola) (1513-1514)
- Dona amb vel (1512-16)
- La Donna Gravida (La dona embarassada) (1515-1516)
- La Verge amb el dosser
- Retrat del papa Juli II
- Retrat del cardenal Bibbiena
- La Mare de Déu de l'Impannata
- La visió d'Ezequiel (1518)

### Ribera
- Sant Francesc
- El martiri de Sant Bartomeu

### Peter Paul Rubens: 12 pintures
- Els quatre filòsofs (~ 1612)
- El retorn dels camps
- Ulisses a l'illa dels Feacians
- Els mals de la guerra
- La Sagrada Família amb Santa Elisabet (1615)
- Resurrecció del Crist (1616)

### Stefano di Giovanni
- La Mare de Déu i el Nen en Majestat, amb àngels i sants

### Tiziano: 14 pintures
- Retrat de Vincenzo Mosti
- El concert
- Retrat de dona ("La Bella")
- Retrat d'un cavaller (conegut com "El jove anglès")
- Magdalena penitent o Maria Magdalena
- Retrat de Pierre l'Aretin
- Retrat del cardenal Hipòlit de Medicis

### Tintoretto: 8 pintures
- Retrat de Luigi Cornaro

### Van Dyck
- Retrat d'un cavaller anglès
- Retrat del cardenal Guido Bentivoglio
- Descans en la fugida a Egipte

### Van Ruysdael
- Paisatge amb caiguda d'aigua

### Diego Velázquez
- Aiguader de Sevilla
- Felip IV a cavall

### Veronese: 5 pintures
- Retrat d'un cavaller nul
- El bateig de Crist